# Catedral de San Marcos (Salt Lake City)
La catedral de San Marcos (del inglés: St. Mark's Cathedral) localizada en la 231 E. 100 South en Salt Lake City, Utah, es la iglesia catedral de la diócesis de Utah en la Iglesia Episcopal en los Estados Unidos de América. Construida en 1871, es la tercera más antigua de las catedrales episcopales en los Estados Unidos y el más antiguo edificio utilizado continuamente para el culto en Utah. Fue diseñado por el arquitecto Richard Upjohn, en el estilo neogótico. El 22 de septiembre de 1970, fue introducido en el Registro Nacional de Lugares Históricos.